# Ferroperyklaz
Ferroperyklaz – minerał z gromady tlenków. Jest to jeden z głównych minerałów wchodzących w skład dolnego płaszcza Ziemi.

## Skład
Ferroperyklaz jest roztworem stałym tlenku magnezu i tlenku żelaza(II). Względna zawartość składników może być różna, tworząc serię od peryklazu (MgO) do wustytu (FeO). Ziarna ferroperyklazu zawierające ponad 50% FeO nazywa się magnesiowustytem, choć termin ten bywa też stosowany jako synonim ferroperyklazu. Ferroperyklazy zawierają domieszki innych pierwiastków: NiII, CrIII, MnII i Na; zawartość każdego z nich wynosi maks. 1–2,5% wagowych.

## Występowanie
Badania teoretyczne i eksperymentalne sugerują, że ferroperyklaz powinien stanowić od 16 do 20% masy dolnego płaszcza, najgrubszej z geosfer i być tam drugim pod względem rozpowszechnienia minerałem po bridgmanicie. Stanowi on 50–56% rozpoznanych inkluzji dolnopłaszczowych w diamentach.

## Struktura
Peryklaz i wustyt mają tę samą strukturę halitu, tworzą sieć regularną ściennie centrowaną (grupa przestrzenna Fm3m). Pod wpływem wysokiego ciśnienia wustyt przechodzi różnorodne przemiany fazowe, zmieniając strukturę krystaliczną; struktura peryklazu jest stabilna w zakresie ciśnień spotykanych w płaszczu. Ferroperyklaz nie przechodzi w dolnym płaszczu przemian strukturalnych, które mogłyby wywołać efekt rejestrowany w przebiegu fal sejsmicznych, za to jest wyraźnie anizotropowy: prędkość rozchodzenia się pionowo spolaryzowanych fal poprzecznych (w sejsmologii oznaczanych SV) jest niższa niż fal spolaryzowanych poziomo (SH). Efekt ten jest silniejszy niż przeciwny efekt w przypadku postperowskitu.